# Saint-Pey-de-Castets
Saint-Pey-de-Castets é uma comuna francesa na região administrativa da Nova Aquitânia, no departamento da Gironda. Estende-se por uma área de 11,06 km². Em 2010 a comuna tinha 628 habitantes (densidade: 56,8 hab./km²).